# Pańćatantra
Pańćatantra, Pańczatantra (sans. पञ्चतन्त्र - pięcioksiąg) – najsławniejszy zbiór bajek (ponad 200) powstały w Indiach między IV a III wiekiem p.n.e.
Według przedmowy do Pańcatantry jej twórcą był bramin Wisznu Śarman, który stworzył ją dla oddanych mu pod opiekę synów króla Amaratśaki.
Pańczatantrę na język polski przełożyły Wanda Markowska i Anna Milska (1956)